# Cantata Rua Fosca
Cantata Rua Fosca és una obra coral de Mallorca, idea i música originals de Miquel Brunet, amb text de Jaume Santandreu, que fou estrenada a l'Auditori del Conservatori de Palma el 5 de març de 2006. És considerada una obra de referència per al cant coral fet a les Illes Balears i d'arreu dels Països Catalans, amb un gran rerefons social, ja que és dedicada als milions d'infants que malviuen al carrer. Hi col·laboren les soprano Isabel Soriano i Fanny Marí, i el músic Joan Reig i Soler (bateria d'Els Pets), dirigides per Francesc Bonnín. EL 2007 va rebre el Premi 31 de desembre.

## Estructura
La cantata consta de 7 moviments:
- I – On són els grans? Cor infantil i Luizao
- II – On són els nens? Aria rei Gaspar
- III – La ciutat és perillosa. Cor gran i cor infantil
- IV – Audiència amb els adults. Rei Gaspar i Cor Gran
- V – Existeix l'amor a la ciutat? Luizao i Anna
- VI – La Batalla. Cor Gran, Cor Infantil, Luizao i Anna
- VII – Rèquiem. Tots.